# Ginger Rogersová
Ginger Rogersová (nepřechýleně Ginger Rogers, rodným jménem Virginia Katherine McMathová; 16. července 1911, Independence – 25. dubna 1995, Rancho Mirage) byla americká herečka, tanečnice a zpěvačka. Během své dlouhé kariéry vystupovala v 73 filmech, z nichž nejznámější jsou její romantické muzikály s mnoha tanečními čísly z 30. let, ve kterých nejčastěji hrála a tančila se svým filmovým partnerem Fredem Astairem. Za hlavní roli v dramatu Slečna Kitty (1940) získala svého jediného Oscara a po většinu 20. století se věnovala také hraní v divadle, rádiu a později i v televizi.

## Mládí a kariéra

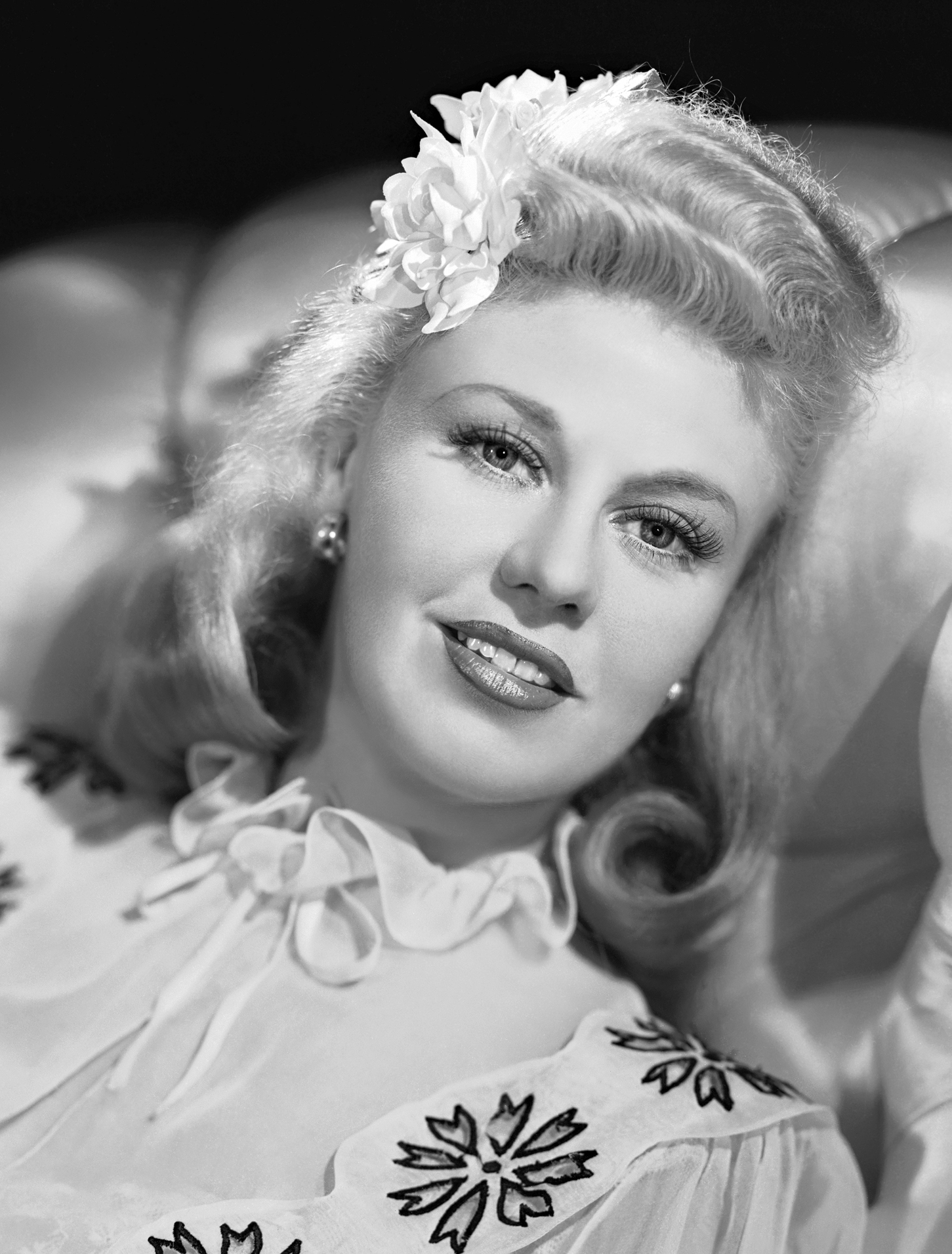
Ginger Rogersová v roce 1943

### Dětství a mládí
Virginia Katherine McMathová se narodila 16. července 1911 ve městě Independence ve státě Missouri jako dcera reportérky, scenáristky a producentky Lely E. McMathové (rodným jménem Owensová) a elektrotechnika Williama Eddinse McMatha. Její rodina byla skotského, a velšského původu. Její otec opustil rodinu krátce po narození Virginie a po několika neúspěšných pokusech se s ní znovu sejít, Virginii dokonce dvakrát unesl. Její matka se s ním hned poté rozvedla a malá Virginia se už se svým biologickým otcem nikdy nesetkala.
Její matka na ni často neměla dostatek času a již v pěti letech ji například nechala u jejích prarodičů v Kansas City, zatímco ona odcestovala do Hollywoodu a pokusila se prosadit svou esej jako námět na film. Nakonec se jí podařilo uspět a na pět měsíců získala práci jako scenáristka u filmového studia Fox Film Corporation (nyní 20th Century Fox). O čtyři roky později se nakonec znovu provdala, za Johna L. Rogerse, po kterém si Virginia ponechala příjmení a vystupovala s ním po celou svou kariéru až do konce života. Její umělecké jméno Ginger údajně vymyslel jako přezdívku jeden z jejích bratranců, který nedokázal vyslovit jméno Virginia. Ginger studovala na střední škole Fort Worth's Central High School ve Fort Worthu a původně toužila stát se učitelkou. Zájem její matky o Hollywood a divadlo (působila také jako divadelní kritička) ji však velmi ovlivnil a nakonec se rozhodla vydat se stejným směrem.

### Začátek kariéry

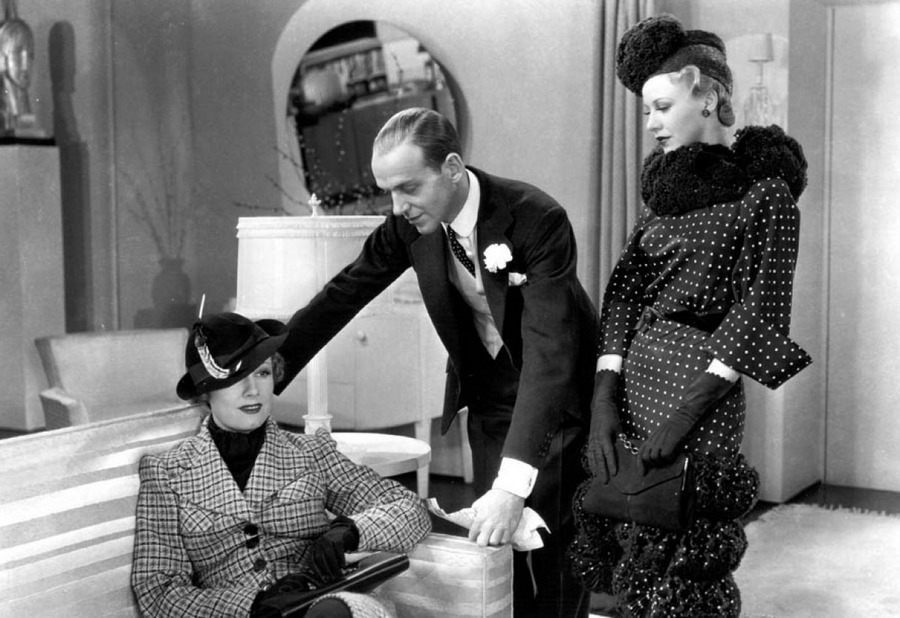
Ginger Rogersová (vpravo) s Irenne Dunneovou a Fredem Astairem ve filmu Roberta (1935)

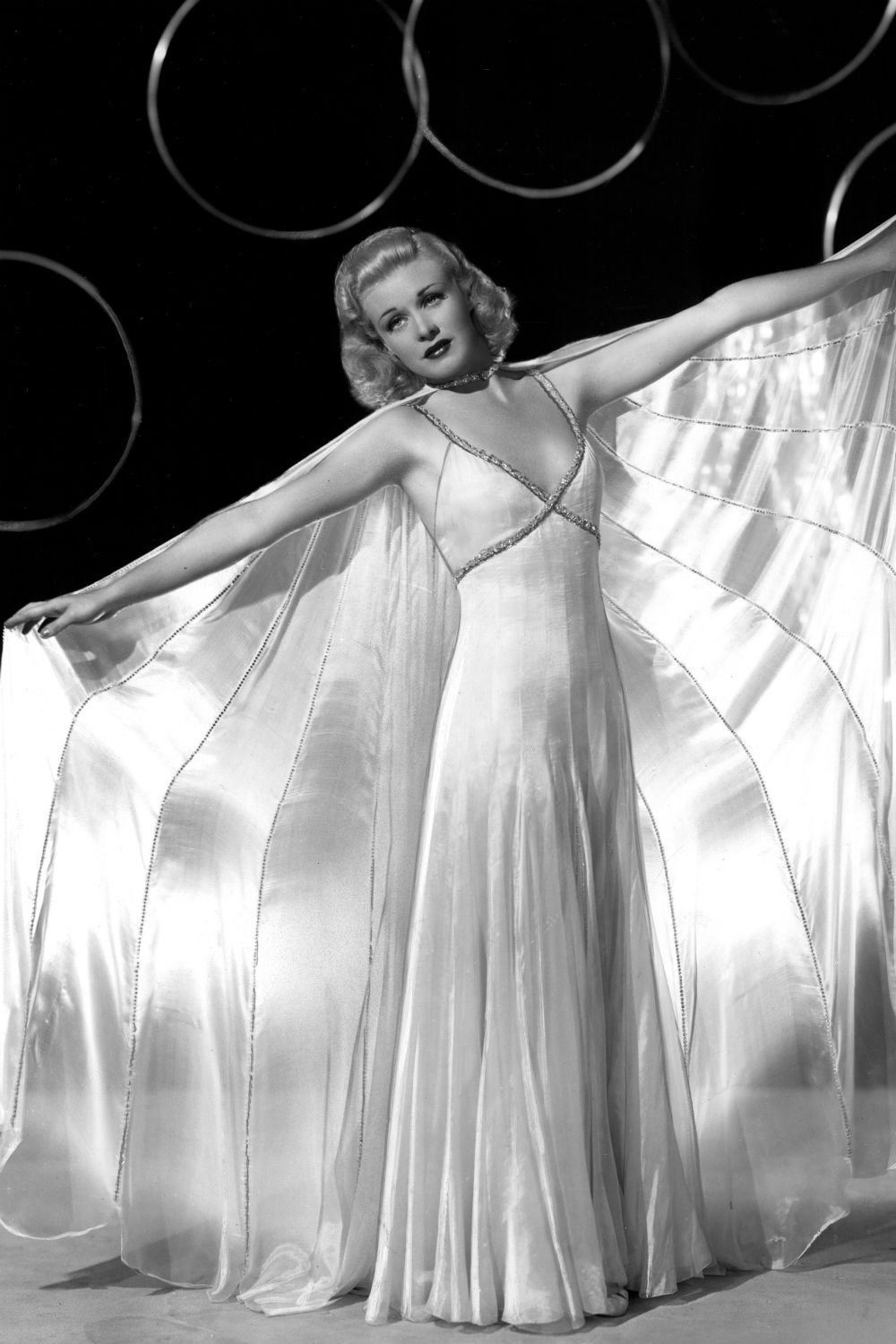
Ginger Rogersová v muzikálu Svět valčíků (1936)

K showbyznysu ji však přivedla náhoda již v roce 1925, kdy do Fort Worthu přijel kočovný estrádní soubor komika a tanečníka Eddieho Foyeho. Soubor uspořádal taneční soutěž v charlestonu a 14letá Ginger se rozhodla zkusit štěstí. Soutěž nakonec vyhrála, přidala se k souboru a po další tři roky s ním vystupovala (jedno z divadel z řetězce Orpheum Circuit, kde vystupovala po ní bylo později pojmenováno jako Craterian Ginger Rogers Theater). Již v 17 letech se Ginger také provdala za zpěváka, tanečníka a komika Jacka Culpeppera a na krátkou dobu spolu utvořili taneční pár známý jako „Ginger and Pepper“. Její manželství však netrvalo dlouho a brzy po rozvodu se se svou matkou vydala do New Yorku, kde získala práci v rádiu. Zde se také vrátila na divadelní prkna a na Vánoce roku 1929 debutovala v broadwayském muzikálu Top Speed. Její první broadwayské číslo mělo úspěch a do dvou týdnů jí byla nabídnuta role v dalším muzikálu Girl Crazy od bratrů George a Iry Gershwinů. Během příprav a nacvičování choreografie se také poprvé setkala s hercem a tanečníkem Fredem Astairem.
V roce 1929 poprvé pronikla i do filmů a v témže roce se objevila rovnou ve třech krátkometrážních filmech: Night in the Dormitory, Den of a Man of Affairs a Campus Sweethearts a o rok později podepsala sedmiletou smlouvu s filmovým studiem Paramount Pictures. U studia však zůstala pouze jedem rok, během kterého natočila pět filmů (všechny pod produkční společností Astoria Studios) a po dramatu Honor Among Lovers s Claudete Colbertovou a Fredricem Marchem studio opustila. Ve filmování nadále pokračovala u několika různých studií, včetně RKO Pictures i Warner Bros.
Další velký zlom v její kariéře nastal v roce 1932, kdy byla společností United States Western Association of Motion Picture Advertisers jmenována jednou z patnácti tzv. WAMPAS Baby Stars, mladých a nadaných hereček, které pravděpodobně čeká hvězdná kariéra. Další pozornost jí následně zajistila role v romantickém muzikálu 42. ulice (1933) u studia Warner Bros. a po pár filmech v produkci studia RKO Pictures se zde usadila a získala smlouvu. Jejím prvním snímkem pod smlouvou u RKO se stal (stále pre-kodexový) muzikál Letíme do Ria, kde si zahrála po boku stoupající hvězdy Dolores del Río a Geneho Raymonda. Letíme do Ria se stal také prvním muzikálem kde se Ginger objevila jako taneční partnerka Freda Astaira a až do konce 30. let se z nich stal nejvýznamnější muzikálový taneční pár studia RKO.

### Herecké partnerství s Fredem Astairem
Ginger Rogersová s Fredem Astairem natočila během šesti let celkem devět muzikálů. Pro hollywoodské muzikály to znamenalo také významnou revoluci, jelikož zde byly poprvé praktikovány dlouhé a rozsáhlé záběry na propracovaná taneční čísla na speciálně skládané populární skladby, což se brzy uchytilo a stalo se charakteristickým rysem muzikálů z doby klasického hollywoodu.
Mezi slavné muzikály, kde se Ginger Rogersová objevila společně s Fredem Astairem patří:
- 1933 – Letíme do Ria (Flying Down to Rio)
- 1934 – Veselý rozvod (The Gay Divorcee)
- 1935 – Roberta (Roberta)
- 1935 – Páni v cylindrech (Top Hat)
- 1936 – Námořníci jdou (Follow the Fleet)
- 1936 – Svět valčíků (Swing Time)
- 1937 – Smím prosit? (Shall We Dance?)
- 1938 – Vzdušné zámky (Carefree)
- 1939 – Život v tanci (The Story of Vernon and Irene Castle)

Během 30. let se však i nadále objevovala i v ostatních filmech a kromě muzikálů si zahrála například v mysteriózní romantické komedii Star of Midnight (1935) s Williamem Powellem, v dramatu Motýl vzlétl k záři (1937) s Katharine Hepburnovou nebo v další romantické komedii Rozmarná žena (1938) s Jamesem Stewartem. V téže době, přestože byla jednou z největších hvězd studia RKO, jí stále platili mnohem méně než bylo zvykem (Fred Astaire například dostával za každý film vždy 10 % ze zisku), což vedlo ke sporům s vedením studia a hlavně s režisérem Markem Sandrichem, který režíroval většinu jejích nejslavnějších muzikálů. Brzy se však celé studio dostalo do finanční krize a ani její poslední dva muzikály s Astairem studio nespasily; ze všech jejich muzikálů dokonce vynesly nejméně. Za neúspěchem stál převážně nízký rozpočet, což se ve výsledku znatelně projevilo. Muzikály byly také obvykle nákladnější než ostatní filmy.

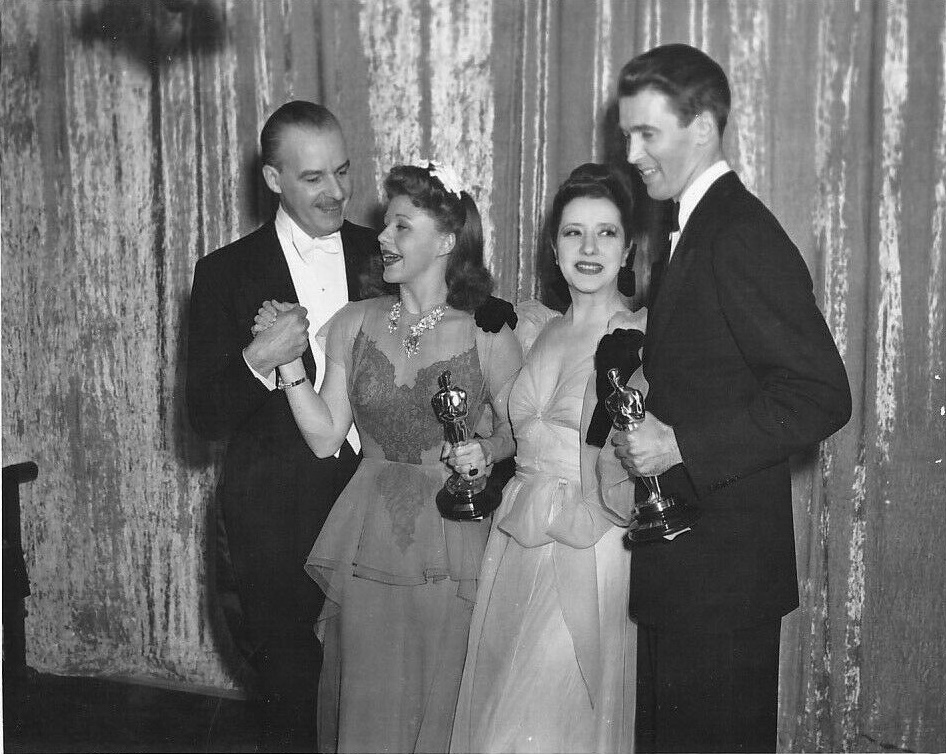
Ginger Rogersová (druhá zleva) na předávání Oscarů v roce 1941

### Další úspěchy v ostatních filmech
Ginger Rogersová již během 30. let potvrdila, že dokáže kvalitně zahrát i podstatně složitější dramatické role a hned na počátku 40. let se prokazatelně předvedla v dramatu Slečna Kitty, za které byla o rok později nominována na Oscara a cenu se jí rovnou podařilo i vyhrát. Pro studio RKO tak zůstala jednou z nejvýznamnějších hvězd a to ji nadále hojně obsazovalo do těch nejvýznamnějších filmů. V roce 1940 to bylo například drama Primrose Path, kde ztvárnila dceru problematických rodičů na okraji společnosti, v roce 1941 romantická komedie Tom Dick and Harry, ve které jako chudá spojovatelka snila o svatbě se třemi různými muži, nebo v roce 1942 další romantická komedie Roxie Hart, která později posloužila jako předloha pro muzikál Chicago. V témže roce se také objevila komedii Zuzanka v nesnázích, kde její filmovou matku ztvárnila její skutečná matka Lela Rogersová.
Ani v polovině 40. let neměla její kariéra konce a postupně se dokonce stávala ještě úspěšnější. V roce 1943 se například objevila v úspěšném dramatu Něžná družka, o rok později v technicolorovém romantickém muzikálu Lady in the Dark nominovaném rovnou na tři Ceny Akademie a v roce 1945 se po dalším komediálním muzikálu Week-End at the Waldorf stala dokonce jednou z nejlépe placených hvězd v Hollywoodu. V roce 1949 ji producent Arthur Freed také znovu spároval s Fredem Astairem a obsadil do barevného muzikálu Písně z Broadwaye, který sklidil velký úspěch (role měla původně připadnout Judy Garlandové, která však onemocněla).

### Úpadek kariéry
Počátkem 50. let její kariéra začala poprvé pomalu upadat, na čemž měl největší podíl její věk, protože i ve 40 letech už bylo pro herečky v Hollywoodu obtížné shánět role. Několik solidních rolí se jí přesto podařilo sehnat a zabodovala například ve film-noiru Varování před bouřkou (1951), kde se objevila spolu s Ronaldem Reaganem a Doris Dayovou a ztvárnila zde zcestovalou modelku, která se na pomoc prokurátorovi postaví proti členům Ku-Klux-Klanu. O rok později si také zahrála v úspěšné bláznivé komedii Howarda Hawkse Omlazovací prostředek, kde ztvárnila manželku Caryho Granta, který jako vědec vynalezl elixír mládí a zapletl se se sekretářkou svého šéfa, kterou hrála začínající Marilyn Monroe. V roce 1952 se objevila také v komediích We're Not Married! a Dreamboat. Mezi její další úspěšné filmy z 50. let dále patří například další film-noiry jako Black Widow (1954), kde si zahrála s Van Heflinem a Gene Tierneyovou nebo Tight Spot (1955) kde se objevila po boku Edwarda G. Robinsona a Briana Keitha.
Do roku 1957 dále natočila ještě další tři filmy a poté se na sedm let ze showbyznysu stáhla. V roce 1964 se znovu vrátila s vedlejší rolí v dramatu The Confession a o rok později se dočkala dalšího velkého úspěchu v divadelním muzikálu Hello, Dolly!, kde se objevila v hlavní roli Dolly Leviové. V roce 1965 se také objevila v životopisném dramatu Harlow o slavné hollywoodké hvězdě 30. let Jean Harlowové. Tento snímek se stal nakonec posledním filmem v její kariéře. 
V roce 1967 se spolu s Fredem Astairem sešla dokonce i na 39. ročníků předávání Cen Akademie, kde společně moderovali předání Oscara za nejlepší scénář a na pódium symbolicky přitančili, za což se jim dostalo vřelého přijetí. Ginger Rogersová v pozdějších letech vystupovala již výhradně v divadle, ale párkrát se také objevila i v několika televizních seriálech. V roce 1985 se však představila také jako režisérka divadelní verze muzikálu Babes in Arms na Broadwayi.

## Osobní život

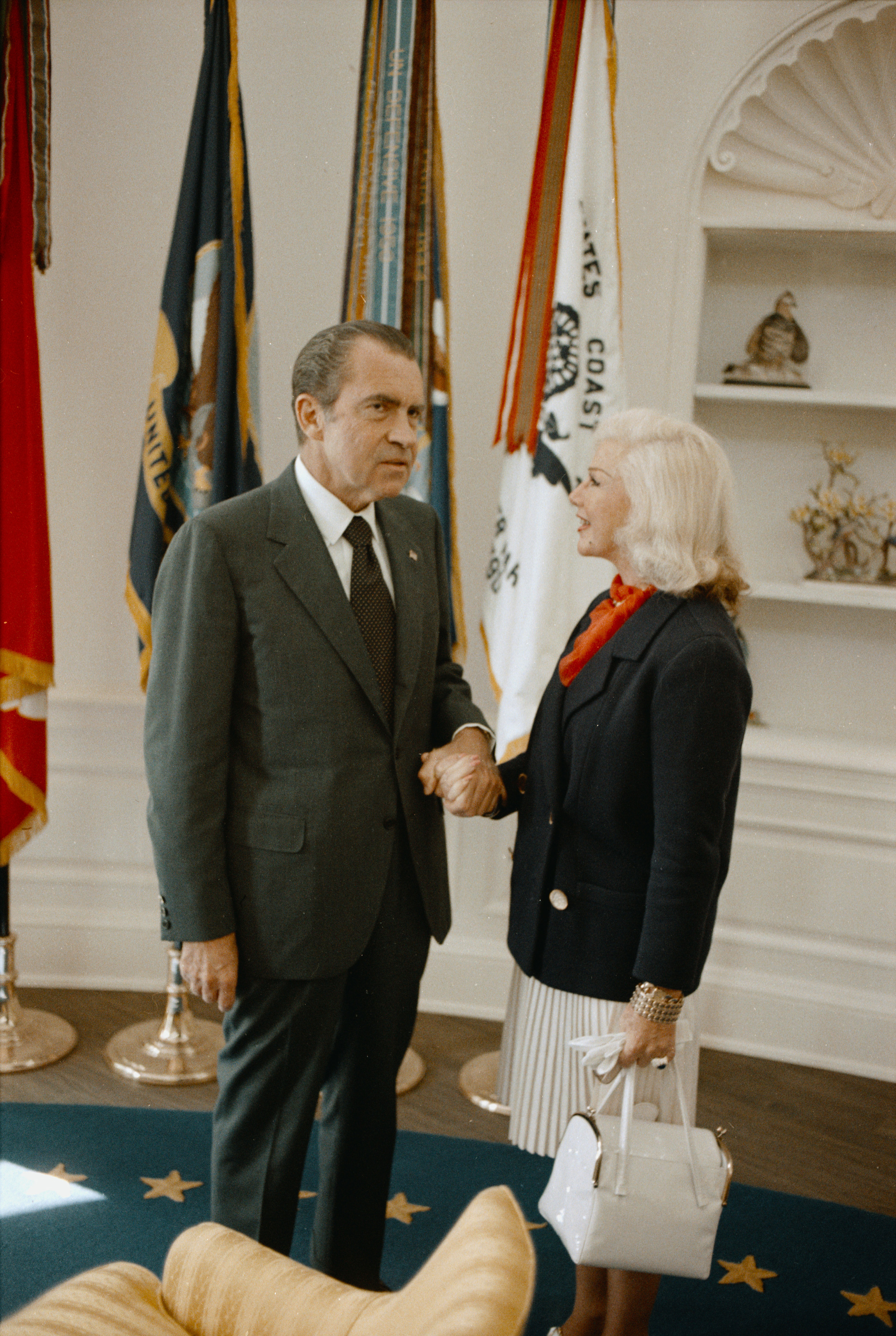
Ginger Rogersová s americkým prezidentem Richardem Nixonem 17. září 1971

### Manželství
Ginger Rogersová se vdala pětkrát. Všechna manželství však skončila rozvodem.
1. Edward J. Culpepper (1929–1931)
2. Lewis F. Ayres (1934–1940)
3. John C. Briggs (1943–1949)
4. Jacques Bergerac (1953–1957)
5. Gerard W. Marshall (1961–1969)

### Vztahy a názory
Ginger Rogersová byla jedináček a se svou matkou si udržela po celý život blízký vztah. Její matka se kromě své práce u filmu proslavila také jako jedna z prvních žen, které se přihlásily k námořní pěchotě a podílela se i na založení několika hollywoodských organizací. Na svou dceru měla též velký vliv a zasloužila se i o její první úspěchy v New Yorku i v Hollywoodu.
Ginger Rogersová byla celoživotní členkou Republikánské strany a v prezidentských volbách podporovala v roce 1944 Thomase E. Deweye a v roce 1964 Barryho Goldwatera. Byla také silným odpůrcem demokratického prezidenta Franklina D. Roosevelta.
Byla vychována jako členka Křesťanské vědy a její stoupenkyní zůstala až do konce života.

### Smrt
Ginger Rogersová zemřela na infarkt 25. dubna 1995 ve svém domě ve městě Rancho Mirage. Byla zpopelněna a pohřbena vedle své matky na hřbitově Oakwood Memorial Park Cemetery v Chatsworthu v Kalifornii.

## Odkaz
Pražský Tančící dům na rohu Rašínova nábřeží a Jiráskova náměstí na Novém Městě je podle taneční dvojice Ginger Rogersové a Freda Astaira přezdíván „Ginger a Fred“. „Ginger“ tvoří skleněná věž, jejíž pomyslné šaty jakoby vlají směrem do Jiráskova náměstí. Přezdívka domu vznikla v kanceláři architektů při projektování stavby původně jako vtip narážející na tvar skleněné věže připomínající tanečnici.

## Filmografie
| - 1930 Follow the Leader (komediální muzikál, režie Norman Taurog) - 1930 Young Man of Manhattan (komediální muzikál, režie Monta Bell) - 1930 The Sap from Syracuse (komediální muzikál, režie A. Edward Sutherland) - 1930 Queen High (komediální muzikál, režie Fred C. Newmeyer) - 1931 Honor Among Lovers (drama, režie Dorothy Arznerová) - 1931 The Tip-Off (krimi komedie, režie Albert S. Rogell) - 1931 Suicide Fleet (komediální drama, režie Albert S. Rogell) - 1932 Carnival Boat (dobrodružný film, režie Albert S. Rogell) - 1932 The Tenderfoot (komedie, režie Ray Enright) - 1932 The Thirteenth Guest (mysteriózní thriller, režie Albert Ray) - 1932 Hat Check Girl (komedie, režie Sidney Lanfield) - 1932 You Said a Mouthful (komedie, režie Lloyd Bacon) - 1933 42. ulice (romantický muzikál, režie Lloyd Bacon) - 1933 Broadway Bad (drama, režie Sidney Lanfield) - 1933 Zlatokopové z roku 1933 (muzikálová komedie, režie Mervyn LeRoy) - 1933 Professional Sweetheart (romantická komedie, režie William A. Seiter) - 1933 Don't Bet on Love (komedie, režie Howard Emmett Rogers) - 1933 A Shriek in the Night (mysteriózní krimi komedie, režie Albert Ray) - 1933 Rafter Romance (romantická komedie, režie William A. Seiter) - 1933 Chance at Heaven (drama, režie William A. Seiter) - 1933 Sitting Pretty (muzikál, režie Harry Joe Brown) - 1933 Letíme do Ria (komediální romantický muzikál, režie Thornton Freeland) - 1934 Upperworld (drama, režie Roy Del Ruth) - 1934 Twenty Million Sweethearts (muzikálová komedie, režie Ray Enright) - 1934 Finishing School (romantické drama, režie George Nichols Jr. a Wanda Tuchock) - 1934 Change of Heart (drama, režie John G. Blystone) - 1934 Veselý rozvod (komediální romantický muzikál, režie Mark Sandrich) - 1934 Romance in Manhattan (romantická komedie, režie Stephen Roberts) - 1935 Roberta (komediální romantický muzikál, režie William A. Seiter) - 1935 Star of Midnight (mysteriózní romantická komedie, režie Stephen Roberts) - 1935 Páni v cylindrech (komediální romantický muzikál, režie Mark Sandrich) - 1935 In Person (romantická komedie, režie William A. Seiter) - 1936 Námořníci jdou (komediální romantický muzikál, režie Mark Sandrich) - 1936 Svět valčíků (komediální romantický muzikál, režie George Stevens) - 1937 Smím prosit? (komediální romantický muzikál, režie Mark Sandrich) - 1937 Motýl vzlétl k záři (komediální drama, režie Gregory La Cava) - 1938 Rozmarná žena (romantická komedie, režie George Stevens) - 1938 Having Wonderful Time (romantická komedie, režie Alfred Santell a George Stevens) - 1938 Vzdušné zámky (komediální romantický muzikál, režie Mark Sandrich) - 1939 Život v tanci (válečný romantický muzikál, režie H.C. Potter) - 1939 Svobodná matka (romantická komedie, režie Garson Kanin) - 1939 5th Ave Girl (komedie, režie Gregory La Cava) - 1940 Primrose Path (drama, režie Gregory La Cava) - 1940 Lucky Partners (romantické komediální drama, režie Lewis Milestone) - 1940 Slečna Kitty (drama, režie Sam Wood) - 1941 Tom Dick and Harry (romantická komedie, režie Garson Kanin) - 1942 Roxie Hart (romantická komedie, režie William A. Wellman) - 1942 Historky z metropole (povídkové komediální drama, režie Julien Duvivier) - 1943 Něžná družka (drama, režie Edward Dmytryk) - 1944 Lady in the Dark (romantický muzikál, režie Mitchell Leisen) - 1944 I'll Be Seeing You (drama, režie George Cukor a William Dieterle) - 1945 Week-End at the Waldorf (komediální drama, režie Robert Z. Leonard) - 1946 Heartbeat (romantické drama, režie Sam Wood) - 1946 Magnificent Doll (historické drama, režie Frank Borzage) - 1947 It Had to Be You (komedie, režie Rudolph Maté a Don Hartman) - 1949 Písně z Broadwaye (muzikálová komedie, režie Charles Walters) - 1950 Perfect Strangers (romantické drama, režie Bretaigne Windust) - 1951 Varování před bouřkou (film-noir, režie Stuart Heisler) - 1951 The Groom Wore Spurs (komedie, režie Richard Whorf) - 1952 We're Not Married! (komedie, režie Edmund Goulding) - 1952 Dreamboat (komedie, režie Claude Binyon) - 1952 Omlazovací prostředek (komedie, režie Howard Hawks) - 1953 Forever Female (komedie, režie Irving Rapper) - 1954 Beautiful Stranger (mysteriózní drama, režie David Miller) - 1954 Black Widow (mysteriózní film-noir, režie Nunnally Johnson) - 1955 Tight Spot (film-noir, režie Phil Karlson) - 1956 The First Traveling Saleslady (westernová komedie, režie Arthur Lubin) - 1956 Teenage Rebel (drama, režie Edmund Goulding) - 1957 Oh, Men! Oh, Women! (komedie, režie Nunnally Johnson) - 1964 The Confession (drama, režie William Dieterle) - 1965 Harlow (drama, režie Alex Segal) | - 1929 A Day of a Man of Affairs (režie Basil Smith) - 1930 A Night in a Dormitory (režie Harry Delmar) - 1930 Campus Sweethearts (režie James Leo Meehan) - 1930 Office Blues (režie Mort Blumenstock) - 1932 Running Hollywood (režie Charles Lamont) - 1932 Hollywood on Parade No. A-9 (režie Louis Lewyn) - 1933 Hollywood on Parade No. B-7 (režie Louis Lewyn) - 1937 Screen Snapshots Series 16, No. 12 (režie Ralph Staub) - 1961 The Ginger Rogers Show (drana, režie Norman Z. McLeod - 1965 Cinderella (fantasy muzikál, režie Charles S. Dubin) - 1984 Glitter (drama, režie Gabrielle Beaumont a Robert Scheerer) - 1954 Producers' Showcase (1 epizoda, režie Otto Preminger) - 1959 The Milton Berle Show (1 epizoda) - 1959 The DuPont Show with June Allyson (1 epizoda, režie David Lowell Rich) - 1959 Musical Playhouse (1 epizoda, režie Eric Maschwitz a Armin Robinson) - 1960 Zane Grey Theatre (1 epizoda, režie William D. Faralla) - 1963 Vacation Playhouse (1 epizoda, režie Norman Z. McLeod) - 1963 The Red Skelton Show (2 epizody, režie Seymour Berns) - 1965 Bob Hope Presents the Chrysler Theatre (1 epizoda, režie John Brahm) - 1971 Here's Lucy (1 epizoda, režie Coby Ruskin) - 1979 The Love Boat (2 epizody, režie Roger Duchowny) - 1987 Hotel (1 epizoda, režie Harry Falk) |